# Pimpinella anisum
Pimpinella anisum, popularmente anis ou erva-doce é uma planta da família das Apiaceae.

## Sinônimos
A espécie Pimpinella anisum possui 11 sinônimos reconhecidos atualmente.
- Anisum odoratum Raf.
- Anisum officinale DC.
- Anisum officinarum Moench
- Anisum vulgare Gaertn.
- Apium anisum (L.) Crantz
- Carum anisum (L.) Baill.
- Ptychotis vargasiana DC.
- Selinum anisum (L.) E.H.L. Krause
- Seseli gilliesii Hook. & Arn.
- Sison anisum (L.) Spreng.
- Tragium anisum (L.) Link

## Descrição
A sua fruta, em forma de semente, é usada em confeitaria e em licor (como anisete, zammù, uzo). A fruta consiste em dois pistilos unidos e tem um sabor aromático forte e um odor poderoso. A semente de anis também é usada em alguns caris e pratos com frutos do mar, contra mau hálito e como ajudante digestivo. Todas as partes que ficam acima do solo de uma planta jovem de anis também são comidas como vegetais. Os caules se parecem com os do aipo na textura e são mais suaves no sabor do que os frutos.
Por destilação, da fruta extrai-se um óleo volátil de anis, o qual é útil no tratamento de flatulência e cólicas infantis. Pode ser dada como Aqua Anisi, em doses de uma onça (aprox. 29,6 ml) ou mais, ou como Spiritus Anisi, em doses de 5-20 gotas. O constituinte primário do óleo (até 90%) é a anetol (C10H12O ou C6H4[1.4](OCH3)(CH:CH.CH3). Também contém metil cavicol, aldeído anísico, ácido anísico e terpenos.
O anis estrelado (Illicium verum) chinês também contém anetol, mas botanicamente não está relacionado ao anis. Por causa de seu gosto e aroma similar, veio recentemente a ser usado no Ocidente como um substituto (barato) do anis em confeitaria e também na produção de licor. De acordo com o Dicionário Bíblico Easton de 1897, o termo anis na Bíblia Cristã (Mateus 23:23) refere-se à erva conhecida hoje como salsa (Anethum' ou Peucedanum graveolens). Na língua inglesa, o nome mais conhecido é anise. Também é utilizado em chás.